# Liste des épisodes de Garfield et Cie

Cet article présente le guide des épisodes de la série télévisée Garfield et Cie. La série raconte l'histoire de Garfield, le chat le plus célèbre de la bande dessinée, ses tracas, ses chamailleries, et ses histoires loufoques, malgré la méchanceté qu'inspire Garfield à Odie, celui-ci est toujours prêt à faire n'importe quoi pour lui, Garfield, lui-même le classe comme un idiot.

## Première saison (2008-2009)
L'ordre dans lequel les épisodes sont présentés, respecte les codes de production.
| Numéro | Numéro | Titre de l'épisode                                                                                                   | Titre de l'épisode          | Scénariste                            | Diffusion originale | Résumé | DVD                                                                              |
| Numéro | Numéro | Titre français | Titre original              | Scénariste                            | Diffusion originale | Résumé | DVD                                                                              |
| ------ | ------ | --- | --------------------------- | ------------------------------------- | ------------------- | --- | -------------------------------------------------------------------------------- |
| 1      | A (1)  | Lasagne et castagne                                                                                                  | Pasta Wars                  | Marc Evanier                          | 22 décembre 2008    | | Volume 1                                                                         |
| 1      | B (2)  | Quand les souris dansent                                                                                             | A Game of Cat and Mouse     | Christophe Poujol                     | 22 décembre 2008    | Garfield découvre que la souris Squeak a invité ses compères dans la maison de Jon. Ce dernier laisse un ultimatum à Garfield pour qu'il chasse les rongeurs pendant que Jon n'est pas là, s'il ne le fait pas, Jon appellera Ratator Express, une société de dératiseurs, et Garfield sera privé de lasagnes... | Volume 1                                                                         |
| 2      | A (3)  | Razzia sur la pizza                                                                                                  | Perfect Pizza               | Marc Evanier                          | 29 décembre 2008    | Jon a commandé une pizza mais elle ne vient, ni de chez Luigi, ni de chez Vito. Garfield la goûte quand même mais s'aperçoit qu'elle a un goût de carton... Cette pizza venait en fait de chez Mamma Meany's Pizza Palace, une pizzeria appartenant à Mamma Meany, un sérieux concurrent pour Vito... Heureusement pour le cuistot italien, Jon et Garfield vont l'aider à supprimer la plus mauvaise fabrique de pizzas... | Volume 4                                                                         |
| 2      | B (4)  | Maman Garfield | Mother Garfield             | Marc Evanier                          | 29 décembre 2008    | Harry, le chat de gouttière et ami de Garfield, tente d'attraper un oiseau pour en faire son repas...sans succès. Garfield se souvient peu après du bon vieux temps quand il chassait les oiseaux. Il décide alors de chasser un oiseau, en vain. Malheureusement, ce même oiseau (qui était la mère de trois œufs) est resté coincé dans un garage en essayant de manger un ver de terre. Garfield repère alors un nid et grimpe dans un arbre pour attendre la mère oiseau. Le problème, c'est que ça prenait des heures pour attendre cet oiseau. Peu après, Garfield regarde alors un documentaire sur les oiseaux et apprend, apeuré, que si la mère ne s'occupe pas de ses œufs, ils seront perdus...Le lendemain, Garfield dormait dans le même arbre qu'hier et pendant la nuit, les œufs ont éclos et prennent Garfield pour leur maman... | Volume 1                                                                         |
| 3      | A (5)  | Comme chat et chien                                                                                                  | Pup in the Pound            | Mark Evanier                          | 5 janvier 2009      | Un règlement municipal oblige les chiens à porter un collier. Odie perd le sien par accident et se retrouve emporté à la fourrière. | Volume 1                                                                         |
| 3      | B (6)  | Félin pour l'autre                                                                                                   | Odie in Love                | Julien Magnat                         | 5 janvier 2009      | Odie s'éprend éperdument d'une brosse. Garfield trouvant cela ridicule décide de la faire disparaitre. Le pauvre Odie est inconsolable... | Volume 1                                                                         |
| 4      | A (7)  | Désaccord d'accordéon                                                                                                | Not So Sweet Sound of Music | Mathilde Maraninchi et Antonin Poirée | 12 janvier 2009     | Jon s'est remis à l'accordéon, malheureusement, le bruit que l'instrument fait embête vraiment Garfield qui décide de s'en débarrasser. Il va lui donner beaucoup de fil à retordre ! Inquiet, Jon envoie Odie le retrouver, le canidé y parviendra mais l'instrument sera hors-service... | Volume 1                                                                         |
| 4      | B (8)  | La farce du dindon                                                                                                   | Turkey Trouble              | Laurent Bounoure et Jean-Noël Gabilan | 12 janvier 2009     | Jon va à une boucherie, pour acheter un dindon, mais alors que Jon croit qu'il est déjà tué, Jon découvre qu'il est encore vivant, et n'a pas le cœur à le tuer, s'ensuit, que Jon ne supporte plus le dindon, le menant dans une course-poursuite pour le ramener au boucher... | Volume 1                                                                         |
| 5      | A (9)  | Chair de poule | Catnap                      | Mathilde Maraninchi et Antonin Poirée | 19 janvier 2009     | Garfield regarde les informations à la télé et découvre qu'un voleur, « Jack le sournois », rôde dans son quartier. Dans le même temps, Jon va chez le dentiste, et en y ressortant, il oublie ses clefs. Lorsqu'il tente de rentrer, Garfield et Odie croient que ce n'est pas Jon, car ses oreilles, et sa voix ne peuvent pas être les siennes (en fait, Jon a un bandage sur la tête à cause de la douleur du soin prodigué par le dentiste). Garfield et Odie décident alors de l'empêcher d'entrer dans la maison. Plus tard, Squeak viendra rejoindre le duo... | Volume 1                                                                         |
| 5      | B (10) | Agent content | Agent X                     | Mathilde Maraninchi et Antonin Poirée | 19 janvier 2009     | Nermal est renvoyé de chez Garfield dans une poubelle lorsqu'il découvre un gros chat bleu qui prétend d'être un agent secret (nommé « Agent X »). Alors, il est accueilli chaleureusement dans la maison de Garfield, mais celui-ci n'apprécie qu'un autre chat mange SES lasagnes dans SA gamelle. Il va suivre avec Squeak, l'homme qui recherche le chat et découvre que son vrai nom est « Patachou ». Il va alors déguiser Squeak en « Joe la taupe », un des pires ennemis de Patachou/Agent X, pour le faire fuir et raconter des mensonges à ses admirateurs comme s'il l'avait aidé à vaincre « Joe la taupe ». | Volume 1                                                                         |
| 6      | A (11) | Catzilla | Orange and Black            | Mike Puley                            | 26 janvier 2009     | Garfield et Jon passent Halloween à regarder le bulletin d'infos et y apprennent que Catzilla, le félin le plus sauvage du zoo s'en est enfui. Vu que Garfield est gourmand, il se déguise en Catzilla pour avoir plus de bonbons (des berlingots notamment), après avoir sonné à une trentaine de portes, Garfield rentre chez lui avec Jon et Odie, où l'attend le vrai Catzilla... | Volume 5                                                                         |
| 6      | B (12) | Ma vie de chien | Freaky Monday               | Julien Magnat                         | 26 janvier 2009     | Un alien s'écrasant sur terre, remercie Odie pour l'avoir sauvée de la mort, et exauce son souhait, ainsi les corps de Garfield et Odie s'inversent... | Volume 5                                                                         |
| 7      | A (13) | Nermal s'incruste | King Nermal                 | Julien Magnat                         | 2 février 2009      | Nermal, un des cousins de Garfield, va passer un séjour chez lui. Mais après que Garfield et Odie l'ont fait jouer à "Chat Volant" (jeu consistant à faire voler un chat d'un violent coup de pied), Nermal fait semblant d'avoir la jambe cassée. Garfield est alors privé de lasagnes par Jon qui laisse Nermal manger les lasagnes de Garfield, (y compris sa préférée : lasagne 4 fromages avec supplément parmesan). Nermal profite de la gentillesse de Jon pour faire de Garfield et d'Odie ses esclaves qui ne peuvent pas prendre le risque de s'attaquer à lui car il lui suffit de sonner une petite clochette que Jon lui a donné. Garfield et Odie réclament vengeance... | Volume 5                                                                         |
| 7      | B (14) | Cherche Pooky désespérément                                                                                          | Desperately Seeking Pooky   | Julien Magnat                         | 2 février 2009      | À la suite d'un accident de lasagne volante, la peluche (et meilleur ami) de Garfield se retrouve recouverte de lasagnes. Jon met la peluche dans la machine et décide de la laisser sécher dehors pendant la nuit, malgré l'angoisse de Garfield. Mais durant cette nuit, Pookie disparaît mystérieusement... Odie mène l'enquête et découvre que c'est Hercule (un autre chien) qui l'a volé. Garfield va essayer toutes les solutions pour récupérer Pookie. | Volume 5                                                                         |
| 8      | A (15) | Odie-Garou | Curse of the Were-Dog       | Julien Magnat                         | 9 février 2009      | Un alignement planétaire très particulier émet un rayonnement vert. Ce rayonnement affecte les chiens très très stupides et les transforment en monstre surpuissant. Odie rentrant dans cette catégorie, il s'en trouve affecté par courtes périodes, semant désordres et dévastation. Garfield est accusé à tort d'avoir mangé les lasagnes réservées pour Liz. | Volume 5                                                                         |
| 8      | B (16) | Qui mange qui ? | Meet the Parents            | Amelie Aubert et Jessica Menendez     | 9 février 2009      | La vétérinaire Liz présente ses parents à Jon. Ce dernier explique à Odie et Garfield que celui qui aura été le plus sage aura une récompense... | Volume 5                                                                         |
| 9      | A (17) | Chat des champs | Down on the Farm            | Christophe Poujol                     | 16 février 2009     | Garfield part à la campagne avec Jon et Odie chez Donatien (Donny comme le surnomme Jon). Mais Garfield n'est pas content, car il n'y a pas de télé ni de pizzas, alors il va convaincre les vaches, les poules et les chevaux d'acheter une télé. Donny qui ne voulait pas de télé, est appelé par une émission pour gagner des vacances de rêve. Il répond correctement et part en vacances pour changer ses idées. | Volume 5                                                                         |
| 9      | B (18) | Mauvais perdant | The Pet Show                | Mathilde Maraninchi et Antonin Poirée | 16 février 2009     | Nermal s'est inscrit au "Grand concours de l'animal de compagnie l'année". Le premier prix étant un plat de lasagnes géant de chez Vito, Garfield décide lui aussi de participer. Mais le jury lui rie a nez et conseille plutôt à Odie de concourir. | Volume 4                                                                         |
| 10     | A (19) | Télé réalité | Pet Matchers                | Mike Puley                            | 23 février 2009     | Une téléréalité propose aux gens qui s'y inscrivent, de trouver l'animal idéal, ainsi Garfield trouve un jeune garçon qui est très embêtant, et Jon se retrouve avec une grenouille peu vivante.... Les amis peuvent-ils se séparer ? | Volume 5                                                                         |
| 10     | B (20) | Pas de chance | Lucky Charm                 | Julien Magnat                         | 23 février 2009     | Odie trouve un chaudron, et l'apporte à Garfield, ainsi il devient chanceux, et finit par devenir millionnaire, ce qui - n'est pas forcément génial en fin de compte ! | Volume 4                                                                         |
| 11     | A (21) | Histoire d'os | Bone Diggers                | Christophe Poujol                     | 2 mars 2009         | Jon va faire les courses pendant que Garfield mange des côtelettes en gardant les os pour en faire un château, il en donne tout de même un à Odie qui se le fait voler par Hercule, le chien des voisins et ennemi de Garfield. Odie cherche son os partout jusqu'à en trouver un énorme, qui selon la gardienne du musée, provient d'un squelette de brachiosaure, Garfield fait alors croire à Odie que dans le jardin, un dinosaure entier a été enterré, mais ce qu'il croyait être faux est finalement vrai ! | Volume 4                                                                         |
| 11     | B (22) | Robot pas beau | The Robot                   | Baptiste Heidrich                     | 2 mars 2009         | Un robot acheté par Jon - nettoie tous dans la maison, quel calvaire ! Garfield ne fit plus aucune miette, et ne peux même plus prendre à manger, sinon, le robot avale tout. Comment s'en débarrasser ? | Volume 4                                                                         |
| 12     | A (23) | Chat contre balance                                                                                                  | High Scale                  | Peter Berts                           | 9 mars 2009         | Garfield a un problème... de poids. Il doit perdre 2 kg d'ici la fin de la fin de la semaine ou bien Liz l'enverra au centre de Chalassothérapie "Matou faim". Jon s'engage à lui faire perdre du poids ; il sera aidé pour cela par une balance qui parle. | Volume 4                                                                         |
| 12     | B (24) | Charlatan | Jon's Night Out             | Baptise Heidrich et Julien Monthiel   | 9 mars 2009         | Depuis plusieurs nuits, Jon a de grosses difficultés à dormir. Un médecin, le Dr Somnanbulo, propose de récupérer son sommeil par l'hypnose. Mais durant la séance, le cerveau de Jon est stimulé par un aboiement d'Odile, ce qui le fait s'endormir dans n'importe quel circonstances. De plus, cela va entraîner des effets indésirables comme le somnambulisme, ce qui va donner bien du fil à retordre à Garfield. | Volume 4                                                                         |
| 13     | A (25) | Les Égyptochats | The Curse of Cat People     | Julien Magnat                         | 16 mars 2009        | Liz et Julie débarquent chez Jon pour montrer un album souvenir de leur récent voyage en Égypte. Liz offre à Jon un miroir sans savoir qu'il est magique et permettra par la suite à Garfield et Odie de rentrer dans un monde parallèle où les chats de l'ancienne Égypte ont été bannis. Leur reine, Neferkiti explique à Garfield qu'il est temps pour eux (les chats) de prendre leur revanche... | Volume 4                                                                         |
| 13     | B (26) | Charivari | Glenda and Odessa           | Julien Magnat                         | 16 mars 2009        | Les terribles cousines jumelles de Jon, Truzila et Minerva, débarquent au grand désarroi de Garfield et Odie. Afin de leur échapper, les deux compères vont fuir ces deux tornades afin de mettre la main sur le plat de côtelettes des voisins. Arrivés trop tard, ils sont soupçonnés d'avoir volé ces côtelettes. Il s'ensuit une course poursuite avec tentative de disculpation. | Volume 4                                                                         |
| 14     | A (27) | Chassé croisé | It's a Cat's World          | Peter Berts                           | 23 mars 2009        | Garfield, devant la télévision, se trouve aspiré dans un tunnel trans-dimensionnel le permutant avec son double. Notre Garfield atterrit dans un monde où le rôle des humains et des chats sont inversés, où Jon miaule et se conduit comme un chat et où les chats travaillent, au grand désespoir de Garfield. | Volume 4                                                                         |
| 14     | B (28) | Chat échaudé | Extreme Housebreaking       | Julien Magnat                         | 23 mars 2009        | Après que Garfield se soit mal conduit dans la maison, il est emmené chez un psychiatre nommé Dr Whipple pour le redresser avec des méthodes extrêmes. | Volume 3                                                                         |
| 15     | A (29) | Le futur peut attendre                                                                                               | Time Twist                  | Christelle Chatel                     | 30 mars 2009        | Jon, Odie et Garfield font route vers le supermarché alors que pendant ce temps, un vaisseau spatial (identique à la DMC Delorean de Retour vers le futur) atterrit et Garfield se retrouve par accident dans ce vaisseau et s'envole dans l'espace. Il y rencontre toutes sortes de créatures bizarres (des souris vivant sur une planète en fromage, un autre Garfield se transformant en pieuvre) puis croit avoir atterri sur terre après un autre voyage. Il rentre chez lui puis voit Jon, Garfield comprend que ce n'est pas le vrai monde puisque Jon est au supermarché et il ferait nuit noire ! Le "Jon de l'espace" a un corps d'araignée et avec Odie (qui en a un aussi), il essaie d'attraper Garfield pour jouer à "chat-platti" (un jeu qui consiste à aplatir un chat) car quelques heures plus tôt (dans le monde réel) Garfield a essayé de tuer une petite araignée. En mauvaise posture, le vaisseau était sur le point de partir sans lui mais heureusement, il attrapa le pare-chocs et retourna dans le monde réel ! | Volume 3                                                                         |
| 15     | B (30) | Chat au débotté | Fame Fatale                 | Peter Berts                           | 30 mars 2009        | Liz et Jon ramènent un chat orange semblable à Garfield, sauf que c'est une star et qu'elle à besoin de vacances. Garfield va se proposer d'être sa doublure en faisant la star. Il se balade en limousine et passe à la télé pour des publicités et va découvrir que la vie de star n'est pas de tout repos. | Volume 3                                                                         |
| 16     | A (31) | Commandant Costaud                                                                                                   | Underwater World            | Jim Davis                             | 6 avril 2009        | Jon décide de partir pêcher le poisson marin. Garfield veut rester à la maison, mais comme son frigo est vide, il décide de partir lui aussi à la mer pour pêcher. Sur le bateau, Jon attrape son premier poisson, mais Odie a pitié de celui-ci et le rejette à la mer. Après, Odie, qui a soif, essaie de boire l'eau de mer, mais il tombe dedans ! Alors les poissons viennent à son secours, mais Garfield saute aussi pour le retrouver. Puis un poisson ballon lui fit une grosse bulle pour respirer. Ils ont eu le temps d'explorer le fond marin, mais un requin vient les troubler. Garfield l'envoie promener et finalement, ils se retrouvèrent coincés sur un phare, seulement avec des boules de pâte, enfin presque. | Volume 3                                                                         |
| 16     | B (32) | Poisson chat (Cet épisode marque le 7 décembre 1936, la date de disparition de Jean Mermoz dans l'océan Atlantique.) | Fish To Fry                 | Baptiste Heidrich et Julien Monthiel  | 6 avril 2009        | Garfiled en ayant un peu marre de manger tout le temps des lasagnes ces derniers temps, décide de manger du poisson. À la suite d'un cauchemar, il cauchemarde qu'il passe devant le tribunal aquatique. Mais, ayant toujours envie de manger du poisson, il fait un rêve, que Lize et Jon emmènent des poissons du monde entier, tous différent, pour les garder, pendant que Lize part quelque part. Il essaye de les manger, mais ils sont soit dangereux, ou on chacun des cellules qui font qu'ils sont sur la défensives, et impossible à manger. En se réveillant, Garfield trouve deux poissons rouges, que Lize a emmené à garder, pensant que Garfield va les manger, Jon le prévient, mais après son cauchemar, Garfield promet de ne plus manger aucun poisson, et mange un sandwich. | Volume 3                                                                         |
| 17     | A (33) | Chaperon jaune | Little Yellow Riding Hood   | Philippe Vidal                        | 13 avril 2009       | Jon et Garfield sont poursuivis par un énorme loup dans leur maison. Pourquoi cet animal féroce leur en veut-il autant ? | Volume 3                                                                         |
| 17     | B (34) | La langue au chat | Time Master                 | Philippe Vidal                        | 13 avril 2009       | Jon se réveille dans l'urgence. Garfield fait une sieste pendant qu'Odie trouve une montre et lui apporte. Il suffira de peu de temps pour que Garfield comprenne que cette montre permet de stopper le temps autour de lui. Garfield comprend l'utilité d'une telle montre et en profite pour faire des farces autour de lui. Mais tout d'un coup, la montre s'arrête de fonctionner alors que le monde entier était bloqué, va-t-il le rester à jamais ? | Volume 2                                                                         |
| 18     | A (35) | Souriez ! | Family Picture              | Peter Berts                           | 20 avril 2009       | Pour faire un cadeau d'anniversaire à Liz, Jon décide de prendre une photo de famille. Ainsi Jon, Garfield et Odie tentent de prendre la pose, mais c'est sans compter sur tous les problèmes que cela peut poser (interventions intempestives des voisins, etc.) ! | Volume 2                                                                         |
| 18     | B (36) | Chaos | Virtualodeon                | Philippe Vidal                        | 20 avril 2009       | Un professeur à la télévision annonce qu'il peut créer la télé virtuelle dont le principe est simple : quand on prend une chaîne aquatique, la maison aussi devient aquatique ! Mais accidentellement, Garfield est aspiré par la télé, va-t-il pouvoir en sortir ? | Volume 2                                                                         |
| 19     | A (37) | Chafouin | Mailman Blues               | Peter Berts                           | 27 avril 2009       | Garfield aime manger et dormir, mais à part ça, il aime embêter le facteur et lui rendre la vie impossible. Le problème c'est qu'il part en vacances (sûrement à cause du surmenage) et un remplaçant (le 15e !) viendra. Il tiendra une semaine seulement et il faudra augmenter le salaire du facteur vacancier pour le faire revenir... | Volume 2                                                                         |
| 19     | B (38) | Chahut de Noël | Caroling Capers             | Julien Magnat                         | 27 avril 2009       | Noël approche. Garfield a faim mais le repas ne sera près que dans deux heures. Il décide alors d'aller visiter les voisins pour leur chanter des chants de Noël et recevoir des gourmandises. | Volume 2                                                                         |
| 20     | A (39) | Chacun chez soi | Heir Apparent               | Mark Evanier                          | 4 mai 2009          | Jon et Donatien (son frère) vont dans un château pour savoir lequel des deux aura l'héritage de leur cousin décédé. Celui qui réussit à tenir le plus longtemps dans le château hanté aura cet héritage, mais tous les monstres sont en fait des robots et le cousin (qui n'est pas mort) se déguisera en squelette pour leur faire peur. Finalement aucun ne gagnera. | Volume 2                                                                         |
| 20     | B (40) | Pas de quoi fouetter un chat                                                                                         | From the Oven               | Julien Magnat                         | 4 mai 2009          | Jon prépare un gâteau d'anniversaire pour Odie, puis laisse la main à Garfield pendant qu'il va chercher un ingrédient. Le problème c'est que ce dernier zappe sans le vouloir sur une autre chaîne, qui indique une recette pour créer un monstre (en réalité un film d'horreur). Une fois de retour, Jon suit à la lettre les indications de ce « créateur de monstre » puis met le gâteau dans le four. Au cours de la cuisson, le gâteau devient un monstre... Plus tard en ville, le monstre sera touché par un orage. | Volume 2                                                                         |
| 21     | A (41) | Chagrin voisin | Neighbor Nathan             | Christophe Poujol                     | 11 mai 2009         | Jon part en voyage. Garfield fait croire à Odie que les chiens sont interdits en ville et qu'il sera bientôt arrêté. Odie s'enfuit et est recueilli par le petit garçon de la maison d'à côté. | Volume 2                                                                         |
| 21     | B (42) | Les chats ne font pas des chiens                                                                                     | History of Dog              | Kim Campbell                          | 11 mai 2009         | Garfield raconte l'histoire des chats et leur contribution au monde au fil des siècles. | Volume 2                                                                         |
| 22     | A (43) | Chameau de chat ! | Up a Tree                   | Peter Berts                           | 18 mai 2009         | Garfield s'adonne à un de ses passe-temps préféré : regarder Odie se faire embêter par les écureuils du jardin. | Volume 1                                                                         |
| 22     | B (44) | Paradis à souris | It's a Cheese World         | Philippe Vidal                        | 18 mai 2009         | Un paradis pour les souris naît : un parc d'attraction tout en fromage ! Mais réservés aux humains, et les souris supplient Garfield, de les emmener, mais pour y entrer, il ne faut pas se faire remarquer ! Et quand Garfield à des idées, tout est voués à ce que la promesse échoué... enfin presque ! | Commentaires. C'est La Première Fois Qu'Odie est Absent de Cet épisode. Volume 1 |
| 23     | A (45) | La peste à la maison                                                                                                 | Nice to Nermal              | Mark Evanier                          | 25 mai 2009         | Jon jette accidentellement Pookie dans la poubelle où Nermal à lui-même été jeté par Garfield quelques instants auparavant. Mais Garfield ne peut pas se passer de Pookie plus de quelques minutes. | Volume 3                                                                         |
| 23     | B (46) | Chat perché | Out on a Limb               | Julien Magnat                         | 25 mai 2009         | Garfield est coincé dans un arbre, après un évenèment assez surprenant, Il essaye d’appeler Jon, mais celui-ci n'entend que d'alle, Alors il appelle Odie, mais celui-ci se retrouve lui aussi coincé, Cependant, Nermal monte dans l'arbre car il voulait échapper à un chien, mais il est coincé lui aussi. Après un bref passage d'Harry, Jon fait son jogging et aperçoit les trois animaux dans l'arbre, Il veut les sauver mais en essayant, s'y retrouve lui aussi coincé, Après un bref passage du facteur, chassé par des jets de pomme de pin de la part de Garfield et Nermal, Jon appelle les pompiers avec son portable, ils sont au rendez-vous, mais un empêchement rend impossible la suite du sauvetage, un pompier se retrouve même coincé dans l'arbre, la pluie tombe et la branche ou était assis les 5 personnes à sauver tombe car la foudre l'a frappé. | Volume 3                                                                         |
| 24     | A (47) | Tu charries ! | Super Me!                   | Jim Davis                             | 1er juin 2009       | Garfield et Nermal regardent un film avec un super héros nommé « Super vengeur super masqué ». À la fin du film, Garfield passe le paquet de chips à Nermal, mais il n'y a plus une miette ! Jaloux, ce dernier fit un air mignon (devant les gens en voiture) pour prendre une pizza, Garfield, jaloux à son tour, se déguise en super-héros (le même que celui du film) afin de prendre la pizza. | Volume 5                                                                         |
| 24     | B (48) | Chapeau ! | Mastermind                  | Julien Magnat                         | 1er juin 2009       | Garfield reçoit un carton contenant un casque qui sert à lire dans les pensées des autres... | Volume 5                                                                         |
| 25     | A (49) | Odie au top | The Amazing Flying Dog      | Philippe Vidal                        | 8 juin 2009         | Odie rêve qu'il est un super héro. | Volume 2                                                                         |
| 25     | B (50) | Chamaillerie | The Last Word               | Julien Magnat                         | 8 juin 2009         | Nermal propose un marché à Garfield : s'il ce dernier ne mange pas durant une heure, Nermal ne viendra pas chez lui pendant un mois ; si en revanche, il mange pendant cette heure, il sera l'esclave de Nermal pendant une semaine. Mais cette heure paraît une éternité à Garfield, va-t-il réussir à relever ce défi ? | Volume 2                                                                         |
| 26     | A (51) | Dégel Rebelle | Iceman                      | Philippe Vidal                        | 15 juin 2009        | Garfield adore embêter la marchande de glace de son quartier. Un jour, un bloc de glace en provenance du Groenland arrive par bateau, et cette arrivée va changer la vie de cette pauvre marchande de glace. | Volume 3                                                                         |
| 26     | B (52) | Chasse au chat | T3000                       | Julien Magnat                         | 15 juin 2009        | Les employés de la fourrières sont renvoyés pour leur incompétence. Ils seront remplacés par un super robot hyper perfectionné programmé pour attraper tous les animaux : l'attrape-bébêtes 3000. | Volume 3                                                                         |

## Deuxième saison (Été 2010)
| Numéro | Numéro  | Titre                            | Diffusion originale | Résumé | DVD           | BD |
| ------ | ------- | -------------------------------- | ------------------- | --- | ------------- | -- |
| 27     | A (53)  | Chaleur au foyer (Partie 1)      | 21 juin 2010        | À Noël, Garfield rencontre Arlène, qui fait ses courses pour les animaux sans foyer, Déçue que Garfield n'en fasse pas autant, mais ce dernier l'aime tellement qu'il va tout faire pour que les animaux de la décharge trouvent un foyer et reconquérir Arlène. | Volume 9 & 15 |    |
| 27     | B (54)  | Chaleur du foyer (Partie 2)      | 21 juin 2010        | Avec l'aide d'Odie, d'Harry et les animaux de la décharge, Garfield veut construire un sapin géant, pendant ce temps, Jon cherche Garfield et Odie mais les invités arrivent, parmi eux:Les parents de Jon, Donatien, Les parents de Liz (vus dans "Qui mange Qui") et Liz, À la décharge, Arlène arrive, voyant le sapin géant, elle aperçoit qu'il manque une étoile mais Odie la trouve, Garfield fait la connaissance de Groof, un vieux chien chargé de trouver un foyer à Printemps, Été et Automne, trois chatons, Mais il n'est pas sûr que le sapin marchera...malgré cela seule l'étoile est illuminée, alors Garfield et Harry décident de voler la nourriture et le sapin de Jon, et son réveillon tourne court, Mais à la décharge, la lumière fut et Garfield attend les personnes, en présence d'Arlène mais personne ne vient, il n'y a plus aucun espoir de trouver un foyer pour les animaux, mais la surprise tomba:Jon et ses invités viennent, et La mère de Liz trouve un "Mimosa n°2", le précédent s'étant échappé, elle pardonne même Garfield ! Les parents de Jon adoptent les chatons, ils refusent mais Groof leur dit que leur mère l'aurait voulu, il parvient à les convaincre qu'ils doivent avoir un foyer malgré tout, Quant à lui, il fut adopté par M. Wilson, Nostalgique de son ancien chien Junior, Toute la ville vient a la décharge, dont Vito, qui adopte un chien de garde, Garfield arrive à reconquérir Arlène, il obtient même un bisou de cette dernière, après, Jon et ses invités, Garfield, Arlène, Harry, Liz et Vito réveillonnent dans la décharge. | Volume 9 & 15 |    |
| 28     | A (55)  | Chaton mignon                    | 22 juin 2010        | Nermal un chat qui se croit plus mignon que les autres, passe un concours du chat le plus mignon mais Eddy Gourmand préfère les chats moches. Alors Garfield va apprendre à Nermal à s’enlaidir. | Volume 6      |    |
| 28     | B (56)  | Château hanté                    | 22 juin 2010        | En ce moment, Jon cherche une idée de bande dessinée pour le journal de son patron, M.Parker. Mais son téléphone portable n'arrête pas de sonner, ce qui dérange le dessinateur. Alors, M.Parker lui conseille d'aller dans un château hanté, un endroit "rêvé" pour ne pas être dérangé. Mais quand Garfield et Odie font une sieste, un chat fantôme fait son apparition et annonce aux deux compères qu'il ne supporte pas son boulot d'hanteur de château, il dit même qu'il part que si quelqu'un (Jon) croira aux chats fantômes. Garfield et Odie vont l'aider... | Volume 6      |    |
| 29     | A (57)  | Chavirants chaussons             | 23 juin 2010        | Garfield Jon et Odie regardent un film avec des chaussons en forme de lapin vivant pendant que la tante de Jon frappe à la porte. Garfield va faire tout pour la faire partir avec ces fameux chaussons. | Volume 6      |    |
| 29     | B (58)  | Chapons partout                  | 23 juin 2010        | Dans une planète lointaine, un restaurant de poulet est ouvert sauf que le problème, ce sont les humains qui sont devenus des poulets par des extraterrestres, Garfield va déjouer leur plan | Volume 6      |    |
| 30     | A (59)  | Les chats ne font pas des chiens | 24 juin 2010        | Garfield retrace le parcourt des chats depuis les temps préhistoriques et décrit l'influence ce félin sur le cour de l'Histoire des hommes. | Volume 9 & 15 |    |
| 30     | B (60)  | Chasseur sachant chasser         | 24 juin 2010        | Jon va voir Liz pour qu'elle lui prête un robot-caméra afin de surveiller Garfield car il mange pendant son régime. | Volume 9 & 15 |    |
| 31     | A (61)  | Chat plane pour moi              | 25 juin 2010        | Eddie Gourmand contacte Jon et lui annonce qu'il souhaite l'embaucher mais à une seule condition : Jon doit lui préparer un dîner mémorable! Tout aurait pu être simple sans l'arrivée d'un étrange petit homme vert dans le jardin. Trouvant la gravité de la Terre ennuyeuse, il prend les choses en main. Garfield, Odie et tous les objets de la maison se voient alors décoller | Volume 6      |    |
| 31     | B (62)  | Chacun sa chance                 | 25 juin 2010        | Jon est très heureux depuis qu'il a gagné les 27 millions de trillions à la loterie. Comme la production ferme pour le week-end, Jon doit alors garder son billet. Les surprises commencent lorsqu'il vend la pizzeria de Vito, Garfield qui achète des millions de pizzas, Jon qui achète une nouvelle maison (qui comporte 600 pièces !) et une voiture pour chaque jour de la semaine...mais la catastrophe survient quand Jon a laissé son billet dans son pantalon qu'il a demandé au tailleur de le jeter... | Volume 6      |    |
| 32     | A (63)  | Charmes et Cie                   | 28 juin 2010        | Les nièces de Jon, Truzilla et Minerva (déjà rencontrées dans "Charivari") sèment de nouveau la panique et les jumelles ont pris Garfield pour une poupée. Plus tard, elles ont rencontré Mme Chaudon, qui peut être une sorcière (en réalité les sorcières n'existent pas). Pendant la nuit, Mme Chaudron attaque les 2 jumelles, alors que Garfield est convaincu que c'est vrai et qui tente de les sauver... | Volume 6      |    |
| 32     | B (64)  | Atchaoum !                       | 28 juin 2010        | Jon va voir le docteur car il a un rhume. Il lui dit que c'est à cause de Garfield qui l’énerve sans cesse alors que Garfield n'y ai pour rien, Jon découvre que c'est autre chose, qui lui à emmené ce rhume.... | Volume 6      |    |
| 33     | A (65)  | Châteaubriand spatial            | 29 juin 2010        | Les lasagnes de l'épisode "Lasagnes et castagne" veulent venger de Garfield qui, pendant ce temps, mange un par un leurs "semblables". Ils décident alors d'envoyer une météorite qui va se crasher vers la Terre dans 13 heures, 13 minutes et 13 secondes. Garfield et Odie doivent alors jeter une charge explosive sur la météorite et retourner immédiatement à la navette. Mais au moment de jeter la charge, Garfield s'aperçoit que la météorite est en fait une boulette de viande géante et la dévore, jusqu'à ce qu'il devienne obèse et qu'il ne puisse plus rentrer dans la navette. Heureusement, Odie l'attache à la navette mais ne se rend pas compte que Garfield était devenu à son tour une météorite. Odie l'appuie alors avec son doigt pour qu'il se dégonfle et tous les deux retournent sur Terre, ayant accompli leur mission. À la fin de l'épisode, la charge explosive (qu'Odie a jeté auparavant) arrive sur la planète des lasagnes, et détruit la planète et tue apparemment les habitants, sans que la scène soit montré. | Volume 6      |    |
| 33     | B (66)  | À bon chat, bon rat              | 29 juin 2010        | Garfield ne rempli pas très bien sa tâche de chasseur de souris ; il se contente de danser la Salsa avec les petits rongeurs qui habitent chez Jon. Cependant le cousin de Squeeq persuade les souris de la maison que ce chat est un danger pour eux ; et ils décident de jeter Garfield hors de chez lui. Jon fait alors appel à une entreprise de dératisation. | Volume 10     |    |
| 34     | A (67)  | Un chaperon pour Odie            | 30 juin 2010        | Jon organise un vide-grenier pour avoir la somme d'argent nécessaire à donner à son employeur, M. Richard. Cependant, à la suite d'une mauvaise blague de Garfield, Odie fut acheté par erreur par Jack, le fils de M. Richard et ce dernier fut pris très au sérieux. Jon prive alors Garfield de nourriture jusqu'à ce qu'il trouve un moyen de récupérer Odie... | Volume 10     |    |
| 34     | B (68)  | Charité bien ordonnée            | 30 juin 2010        | Jon est en cuisine, forcé de préparer de délicieux plats pour un hôte gourmand et ingrat ; mais pour une fois il ne s'agit pas de Garfield mais de Eddy Gourmand ! Tout commença quand Eddy perdit son émission de télévision... | Volume 10     |    |
| 35     | A (69)  | Chat teigne                      | 1er juillet 2010    | Le professeur C. Franz (qui a été déjà vu dans "Chaos", "Odie-Garou", "Les chiens ne font pas des chats", "Chavirants Chaussons" et "Châteaubriand spatial" ) a mis au point une nouvelle invention pour mettre à fin à la pire chose que font les chats: harceler les facteurs. Il s'agit d'un système qui permet d'envoyer un facteur holographique sans que les chats dont Garfield les embête au moyen d'un ordinateur. Garfield mange alors tous les tacos dans l'assiette du professeur puis il la lécha, sans se rendre compte qu'une goutte de sauce à taco dégoulinait le long de ses moustaches et atterrit dans le circuit central de la machine, ce qui vaut d'avoir un journal avec un jour d'avance. Garfield, Odie et Jon ne sont pas au bout de leurs surprises... | Volume 10     |    |
| 35     | B (70)  | Charmes des champs               | 1er juillet 2010    | Jon emmène Garfield et Odie en week-end à la ferme ; ils vont aidé Donnie avec les corvées ! Garfield n'est pas enthousiasmé... avant l'intervention du Dr Wiple ! | Volume 10     |    |
| 36     | A (71)  | Chapardages                      | 2 juillet 2010      | Jon a prévu une soirée en tête à tête avec Liz ce soir et Garfield et Odie ne sont plus les bienvenus chez Vito... Mais ils n'ont pas dit leur dernier mot ! | Volume 6      |    |
| 36     | B (72)  | Chapeau le chef !                | 2 juillet 2010      | À venir | Volume 10     |    |
| 37     | A (73)  | Le château de l'araignée         | 5 juillet 2010      | À venir | Volume 10     |    |
| 37     | B (74)  | Une chatière pour deux           | 5 juillet 2010      | À venir | Volume 10     |    |
| 38     | A (75)  | Chat en rogne                    | 6 juillet 2010      | À venir | Volume 10     |    |
| 38     | B (76)  | Ciao chat !                      | 6 juillet 2010      | À venir | Volume 10     |    |
| 39     | A (77)  | Chardonneret de bonheur          | 7 juillet 2010      | À venir | Volume 9 & 15 |    |
| 39     | B (78)  | Le chatoyant Eddie               | 7 juillet 2010      | À venir | Volume 9 & 15 |    |
| 40     | A (79)  | Télé à chat                      | 8 juillet 2010      | À venir | Volume 9 & 15 |    |
| 40     | B (80)  | Maison folle                     | 8 juillet 2010      | À venir | Volume 9 & 15 |    |
| 41     | A (81)  | Petits tours en famille          | 9 juillet 2010      | La maison de Tante Sylvie est infestée de nuisibles. Elle s'invite alors chez Jon et se montre particulièrement difficile à vivre. Garfield suggère subtilement à Jon de la renvoyer chez son frère Donnie... | Volume 9 & 15 |    |
| 41     | B (82)  | Ne quittez pas                   | 9 juillet 2010      | À venir | Volume 9 & 15 |    |
| 42     | A (83)  | Pâté pour chat                   | 12 juillet 2010     | Après que Jon lui a accidentellement donné de la nourriture pour chiens, Garfield est convaincu qu'il se transformerait en chien... | Volume 9 & 15 |    |
| 42     | B (84)  | À mignon mignon et demi          | 12 juillet 2010     | Nermal est le chat le plus mignon. Mais sur la planète Foor, les lasagnes forment un autre petit chat. Nommé Master Palm, c'est un chat plus mignon que Nermal, qui lui alors, est inquiet, remarqué par des gens. | Volume 7      |    |
| 43     | A (85)  | Mais où est Odie ?               | 13 juillet 2010     | Jon a des beignets. Mais pendant que Garfield et Odie font un tour dehors, Odie vole ses beignets et Garfield la rattrape. Alors que les beignets sont tombés dans les égouts, Odie est pris par un calmar géant. | Volume 7      |    |
| 43     | B (86)  | Le chat, la poule et le renard   | 13 juillet 2010     | À venir | Volume 7      |    |
| 44     | A (87)  | Mauvais génie                    | 14 juillet 2010     | À venir | Volume 7      |    |
| 44     | B (88)  | Un ami encombrant                | 14 juillet 2010     | À venir | Volume 7      |    |
| 45     | A (89)  | Chasse au trésor                 | 15 juillet 2010     | Jour de pluie, le temps idéal pour regarder un film de pirates. L'imagination de Garfield déborde vite et la maison devient un bateau de pirates bravant la tempête. Capitaine Garfield, Squeak le second et Odie, alias Odie le nez, sont attaqués par une bande rivale Rottweiller, Hercule and Wilfred, qui veulentà leur trésor! | Volume 7      |    |
| 45     | B (90)  | Un, deux, trois, Garfield !      | 15 juillet 2010     | À venir | Volume 7      |    |
| 46     | A (91)  | Pizza à gogo                     | 19 juillet 2010     | À venir | Volume 7      |    |
| 46     | B (92)  | Le haricot magique               | 19 juillet 2010     | À venir | Volume 7      |    |
| 47     | A (93)  | Détective Odie                   | 20 juillet 2010     | À venir | Volume 7      |    |
| 47     | B (94)  | Chacun sa place                  | 20 juillet 2010     | À venir | Volume 8      |    |
| 48     | A (95)  | Amours et lasagnes               | 21 juillet 2010     | À venir | Volume 8      |    |
| 48     | B (96)  | Chat noir, chat blanc            | 21 juillet 2010     | Une fois de plus, la télé de Garfield est tombé en panne, au beau milieu de son feuilleton. Jon sort alors sa vieille télé du garage et dit à Garfield que dans sa jeunesse, il regardait une émission animée par le Dr. Sois-Bien-Sage, une marionnette animée par un ventriloque. Mais c'est en éjectant Nermal dans une poubelle que Garfield remarque que le Dr. Sois-Bien-Sage lui parle et l'entend bel et bien. Pour lui punir, la marionnette lui efface ses couleurs et lui les rend s'il fait trois bonnes actions... | Volume 8      |    |
| 49     | A (97)  | La pluie et le beau temps        | 22 juillet 2010     | À venir | Volume 8      |    |
| 49     | B (98)  | Devinettes                       | 22 juillet 2010     | À venir | Volume 8      |    |
| 50     | A (99)  | Hibernation                      | 23 juillet 2010     | À venir | Volume 8      |    |
| 50     | B (100) | Prince trop charmant             | 23 juillet 2010     | À venir | Volume 8      |    |
| 51     | A (101) | Taupe pas modèle                 | 26 juillet 2010     | À venir | Volume 8      |    |
| 51     | B (102) | C'est pas la joie                | 26 juillet 2010     | À venir | Volume 8      |    |
| 52     | A (103) | Vague de chaleur (Partie 1)      | 27 juillet 2010     | À venir | Volume 8      |    |
| 52     | B (104) | Vague de chaleur (Partie 2)      | 27 juillet 2010     | À venir | Volume 8      |    |

## Troisième saison (2011-2012)
Pour cette saison, les épisodes sont classés par ordre de parution.
| Numéro | Numéro  | Titre                                                 | Diffusion originale | Résumé  | DVD       | BD |
| ------ | ------- | ----------------------------------------------------- | ------------------- | ------- | --------- | -- |
| 53     | A (105) | Mi-ange, miaou                                        | 16 juillet 2012     | À venir | Volume 11 |    |
| 53     | B (106) | Garfield voit double                                  | 16 juillet 2012     | À venir | Volume 11 |    |
| 54     | 107     | Il était un chat… (Épisode spécial)                   | 31 décembre 2011    | À venir | Volume 11 |    |
| 55     | A (108) | Chat fait loi                                         | 17 juillet 2012     | À venir | Volume 11 |    |
| 55     | B (109) | Chat veut rigoler                                     | 17 juillet 2012     | À venir | Volume 11 |    |
| 56     | A (110) | Chat ira mieux demain                                 | 18 juillet 2012     | À venir | Volume 11 |    |
| 56     | B (111) | Le retour du Vengeur à la cape                        | 18 juillet 2012     | À venir | Volume 12 |    |
| 57     | A (112) | Agent double                                          | 19 juillet 2012     | À venir | Volume 11 |    |
| 57     | B (113) | Jurassic Odie                                         | 19 juillet 2012     | À venir | Volume 11 |    |
| 58     | A (114) | Nermal super méchant                                  | 20 juillet 2012     | À venir | Volume 12 |    |
| 58     | B (115) | Pooky 1er                                             | 20 juillet 2012     | À venir | Volume 12 |    |
| 59     | A (116) | Monstro-Garfield et Cie                               | 23 juillet 2012     | À venir | Volume 12 |    |
| 59     | B (117) | Ce n'est pas chat du tout                             | 23 juillet 2012     | À venir | Volume 12 |    |
| 60     | A (118) | Chat baigne                                           | 24 juillet 2012     | À venir | Volume 12 |    |
| 60     | B (119) | Mime-moi chat                                         | 24 juillet 2012     | À venir | Volume 12 |    |
| 61     | A (120) | Bienvenue Mme Furet !                                 | 25 juillet 2012     | À venir | Volume 13 |    |
| 61     | B (121) | Chat glagla                                           | 25 juillet 2012     | À venir | Volume 13 |    |
| 62     | A (122) | Biff se rebiffe                                       | 26 juillet 2012     | À venir | Volume 13 |    |
| 62     | B (123) | Donnie, Gloria et moi                                 | 26 juillet 2012     | À venir | Volume 13 |    |
| 63     | 124     | Garfield et le secret de Zabadu (Épisode spécial)     | 18 août 2012        | À venir | Volume 12 |    |
| 64     | A (125) | Garfield ici et encore là                             | 27 juillet 2012     | À venir | Volume 13 |    |
| 64     | B (126) | Charmante sorcière                                    | 27 juillet 2012     | À venir | Volume 13 |    |
| 65     | A (127) | Garfield et l'ennemi invisible                        | 30 juillet 2012     | À venir | Volume 13 |    |
| 65     | B (128) | Il faut stopper Mme Furet                             | 30 juillet 2012     | À venir | Volume 16 |    |
| 66     | A (129) | Trop fort, Odie !                                     | 31 juillet 2012     | À venir | Volume 16 |    |
| 66     | B (130) | La mystérieuse machine                                | 31 juillet 2012     | À venir | Volume 16 |    |
| 67     | A (131) | Nermal et Cie                                         | 1er août 2012       | À venir | Volume 16 |    |
| 67     | B (132) | Chat des villes                                       | 1er août 2012       | À venir | Volume 16 |    |
| 68     | A (133) | Un régime au poil                                     | 2 août 2012         | À venir | Volume 16 |    |
| 68     | B (134) | Mon ami Nermal                                        | 2 août 2012         | À venir | Volume 16 |    |
| 69     | A (135) | Fugitifs à quatre pattes                              | 3 août 2012         | À venir | Volume 16 |    |
| 69     | B (136) | Mais ou est Odie ?                                    | 3 août 2012         | À venir | Volume 16 |    |
| 70     | A (137) | Jon, vedette malgré lui                               | 6 août 2012         | À venir | Volume 14 |    |
| 70     | B (138) | La revanche des Égyptochats                           | 6 août 2012         | À venir | Volume 14 |    |
| 71     | A (139) | Al, mon meilleur ennemi                               | 7 août 2012         | À venir | Volume 14 |    |
| 71     | B (140) | Les potins de Garfield                                | 7 août 2012         | À venir | Volume 14 |    |
| 72     | 141     | Les tribulations d'un chat en Chine (Épisode spécial) | 28 mai 2012         | À venir | Volume 13 |    |
| 73     | A (142) | Garfield et les lasagnes d'or                         | 8 août 2012         | À venir | Volume 14 |    |
| 73     | B (143) | Un monde pas très rond                                | 8 août 2012         | À venir | Volume 14 |    |
| 74     | A (144) | La sorcière et son prince charmant                    | 9 août 2012         | À venir | Volume 14 |    |
| 74     | B (145) | Essaie encore Garfield                                | 9 août 2012         | À venir | Volume 14 |    |
| 75     | A (146) | Odie le sage                                          | 10 août 2012        | À venir | Volume 14 |    |
| 75     | B (147) | Qui pourra arrêter Mme Furet ?                        | 10 août 2012        | À venir | Volume 14 |    |

## Quatrième saison (2013-2014)
Pour cette saison, les épisodes sont classés par ordre de parution.
| Numéro | Numéro | Titre                                               | Diffusion originale | Résumé  | DVD       | BD |
| ------ | ------ | --------------------------------------------------- | ------------------- | ------- | --------- | -- |
| 76     | 148    | Aventures Africaines (Épisode spécial)              | 23 février 2013     | À venir | Volume 19 |    |
| 77     | 149    | Ensorcelés (Épisode spécial)                        | 9 mars 2013         | À venir | Volume 17 |    |
| 78     | 150    | Méchantes machines (Épisode spécial)                | 9 mai 2013          | À venir | Volume 17 |    |
| 79     | 151    | Le mignon, la brute et le méchant (Épisode spécial) | 30 mars 2013        | À venir | Volume 18 |    |
| 80     | 152    | Contre Vents et marées (Épisode spécial)            | 8 mai 2013          | À venir | Volume 20 |    |
| 81     | 153    | Arbre à lasagnes (Épisode spécial)                  | 15 juin 2013        | À venir | Volume 20 |    |
| 82     | 154    | L'échappée sauvage (Épisode spécial)                | 4 mai 2013          | À venir | Volume 20 |    |
| 83     | 155    | Double Vision                                       | 2 novembre 2013     | À venir | Volume 18 |    |
| 84     | 156    | Ma Cousine Pétunia                                  | 9 novembre 2013     | À venir | Volume 18 |    |
| 85     | 157    | Un aboiement entêtent                               | 16 novembre 2013    | À venir | Volume 18 |    |
| 86     | 158    | Garfception                                         | 23 novembre 2013    | À venir | Volume 18 |    |
| 87     | 159    | Tout pour les souris                                | 30 novembre 2013    | À venir | Volume 18 |    |
| 88     | 160    | Qui crie au chat…                                   | 7 décembre 2013     | À venir | Volume 18 |    |
| 89     | 161    | Moutons frissons                                    | 14 décembre 2013    | À venir | Volume 19 |    |
| 90     | 162    | Le chat, la tarte et la terreur sur pattes          | 21 décembre 2013    | À venir | Volume 19 |    |
| 91     | 163    | Mange mon fils                                      | 28 décembre 2013    | À venir | Volume 19 |    |
| 92     | 164    | 3 ça suffit !                                       | 4 janvier 2014      | À venir | Volume 19 |    |
| 93     | 165    | Où est tante Sylvie ?                               | 11 janvier 2014     | À venir | Volume 19 |    |
| 94     | 166    | Garfield roi des gâteaux                            | 18 janvier 2014     | À venir | Volume 19 |    |
| 95     | 167    | Une mimi petite souris                              | 25 janvier 2014     | À venir | Volume 19 |    |
| 96     | 168    | Plus moi putois                                     | 1er février 2014    | À venir | Volume 21 |    |
| 97     | 169    | Jon se dégonfle                                     | 8 février 2014      | À venir | Volume 21 |    |
| 98     | 170    | Mon chat, ce chien                                  | 15 février 2014     | À venir | Volume 21 |    |
| 99     | 171    | Le monde sans Garfield                              | 22 février 2014     | À venir | Volume 21 |    |
| 100    | 172    | Plus peur que son ombre                             | 1er mars 2014       | À venir | Volume 21 |    |
| 101    | 173    | Cette nuit, tous les chats sont gris                | 8 mars 2014         | À venir | Volume 21 |    |

## Cinquième saison (2015)
La cinquième saison est diffusée en France le 27 avril 2015 sur France 3 et le 24 octobre 2016 aux États-Unis sur Boomerang. Elle se compose de l'épisode en quatre parties La Révolte des rongeurs (Rodent Rebellion).
| Numéro | Numéro | Titre                                     | Résumé  |
| ------ | ------ | ----------------------------------------- | ------- |
| 102    | 174    | La Révolte des rongeurs (Épisode spécial) | À venir |